# Trattato di Parigi fra l'Italia e le potenze alleate
Il trattato di Parigi fra l'Italia e le potenze alleate è il trattato di pace, firmato a Parigi il 10 febbraio 1947 tra lo Stato italiano e le potenze vincitrici della seconda guerra mondiale, che mise formalmente fine alle ostilità e i cui contenuti erano stati definiti a seguito dei lavori della conferenza di pace, svoltasi parimenti a Parigi, tra il 29 luglio e il 15 ottobre 1946.
Le potenze definite come "alleate ed associate", firmatarie del trattato furono: l'Unione delle Repubbliche Socialiste Sovietiche, l'Impero britannico (Regno Unito di Gran Bretagna ed Irlanda del Nord, India, Australia, Canada, Nuova Zelanda, Unione del Sudafrica), gli Stati Uniti d'America, la Repubblica di Cina, la Repubblica francese, il Regno del Belgio, la Repubblica Socialista Sovietica di Bielorussia, gli Stati Uniti del Brasile, la Repubblica cecoslovacca, l'Impero d'Etiopia, il Regno di Grecia, il Regno dei Paesi Bassi, la Repubblica Popolare di Polonia, la Repubblica Socialista Sovietica Ucraina, la Repubblica Federativa Popolare di Jugoslavia.
Sul confine orientale, venne sancita la cessione alla Jugoslavia di diversi territori (principalmente l'Istria, Zara e Fiume) che l'Italia aveva ottenuto in seguito al trattato di Rapallo nel 1920 e al trattato di Roma nel 1924. Nacque il territorio libero di Trieste. Cessioni di lieve entità avvennero in favore della Francia. L'Italia rinunciò formalmente a tutte i suoi possedimenti coloniali e d'oltremare. Per Libia, Eritrea e Somalia fu stabilito che sarebbero rimaste sotto l'amministrazione transitoria Alleata. L'Italia riconobbe ufficialmente come indipendenti l'Etiopia e l'Albania; a quest'ultima fu  restituita l'isola di Saseno. Il Dodecaneso fu assegnato alla Grecia.
I rapporti tra l'Italia e il Regno d'Egitto, il cui stato di ostilità non era stato mai formalizzato da alcuna reciproca dichiarazione di guerra, erano già stati regolati con separato accordo, sottoscritto il 10 settembre 1946.
Alcide De Gasperi protestò contro le misure del trattato durante il suo discorso alla conferenza.

## Principi generali

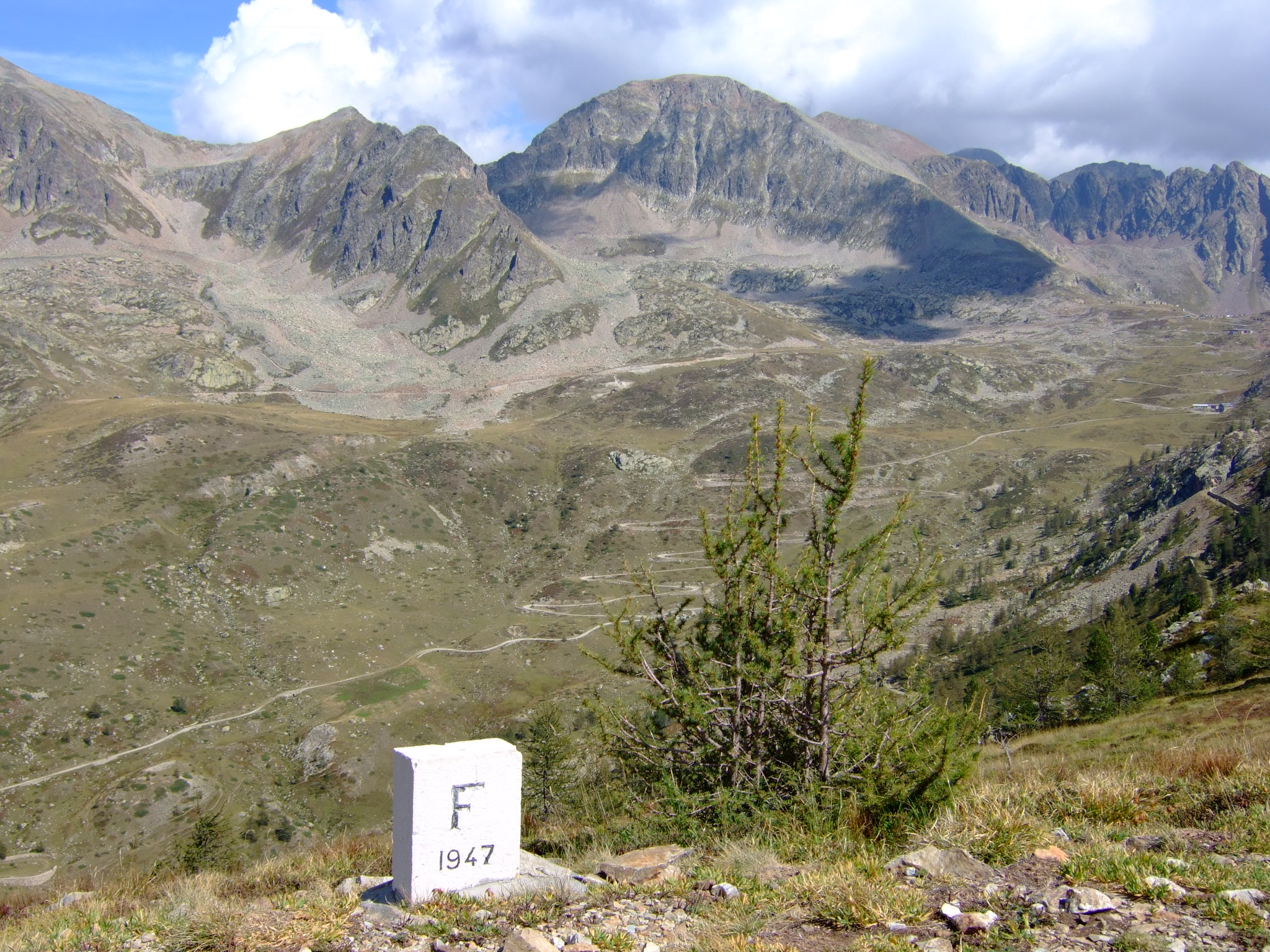
Confine fra Francia e Italia nelle Alpi Marittime al Colle della Lombarda, stabilito nel Trattato di Parigi e mantenuto fino a oggi

Il trattato attribuisce all'Italia fascista, avendo partecipato al Patto tripartito con la Germania e il Giappone, la responsabilità della guerra di aggressione con le potenze alleate e le altre Nazioni Unite ma ammette che, con l'aiuto degli elementi democratici del popolo italiano, il regime fascista venne rovesciato il 25 luglio 1943 e l'Italia, essendosi arresa senza condizioni, dichiarò guerra alla Germania alla data del 13 ottobre 1943, divenendo così cobelligerante nella guerra contro la Germania stessa. Dopo tali premesse, si riconosce la comune volontà delle parti firmatarie di concludere un trattato di pace che, conformandosi ai principi di giustizia, regoli le questioni pendenti a seguito degli avvenimenti bellici, per formare la base di amichevoli relazioni e permettere alle potenze alleate di appoggiare l'ingresso dell'Italia nelle Nazioni Unite.

## Cessioni territoriali

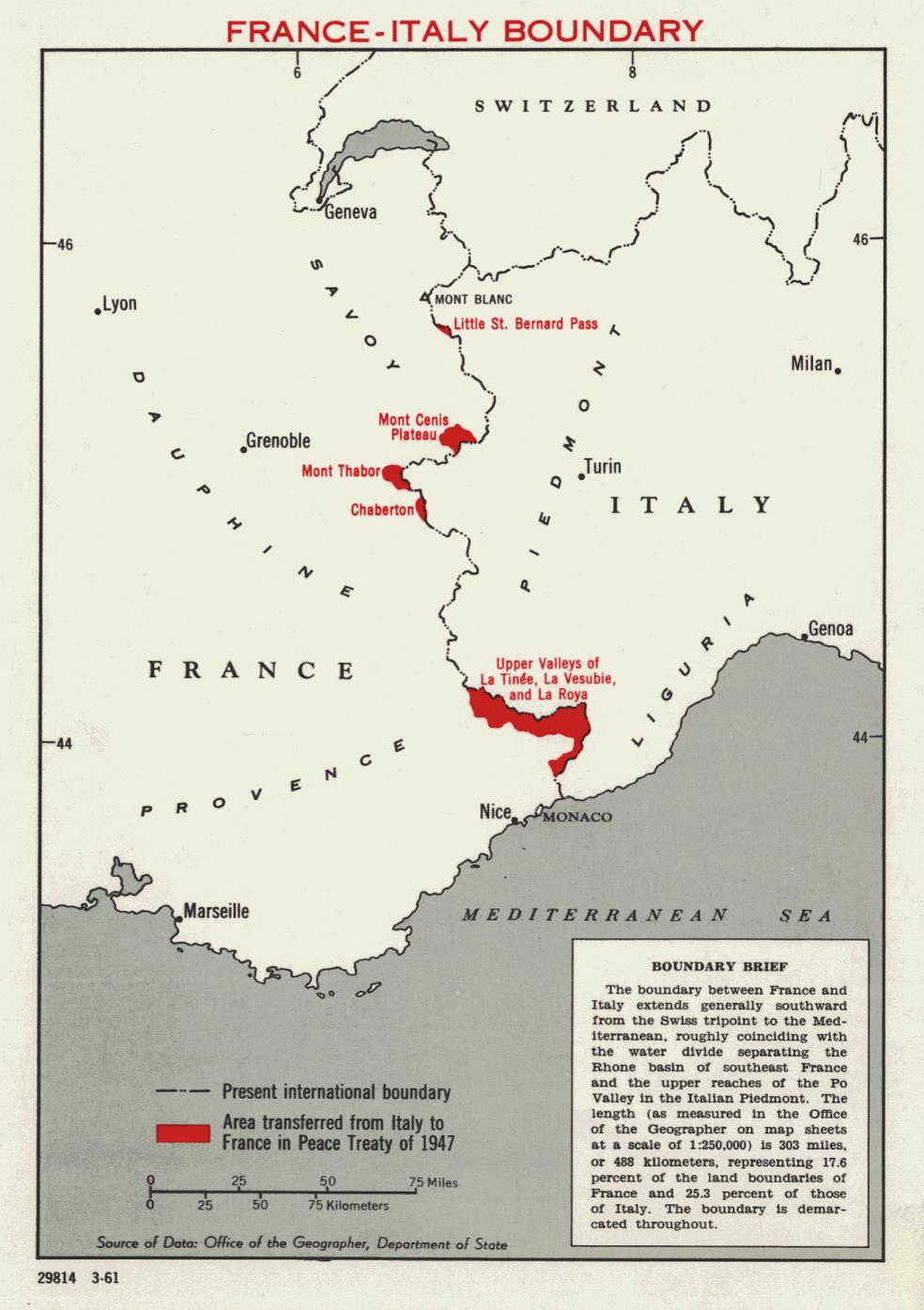
Carta del confine tra Francia e Italia; in rosso le zone cedute alla Francia per effetto del trattato di pace

Le condizioni del trattato includevano:
- il ripristino dei confini dell'Italia a quelli esistenti alla data del 1º gennaio 1938 e la cessione degli ulteriori territori sotto indicati;
- la perdita del territorio necessario alla costituzione del Territorio Libero di Trieste, formato temporaneamente da una “zona A” e una “zona B”. La zona A, di 222,5 km² e circa 310.000 abitanti (di cui, secondo stime alleate, 63.000 sloveni) partiva da San Giovanni di Duino (slov. Štivan), comprendeva la città di Trieste, terminava presso Muggia e sarebbe stata temporaneamente amministrata da un Governo Militare Alleato (Allied Military Government - Free Territory of Trieste - British U.S. Zone); la zona B, di 515,5 km² e circa 68.000 abitanti (51.000 italiani, 8.000 sloveni e 9.000 croati secondo le stime della Commissione Quadripartita delle Nazioni Unite – vedi tabella sottostante) sarebbe stata temporaneamente amministrata dall'esercito jugoslavo (S.T.T. - V.U.J.A). Nel 1954, in base al Memorandum di Londra, l'amministrazione civile della zona A fu affidata all'Italia e quella della zona B alla Jugoslavia. La delimitazione definitiva dei confini tra i due Stati venne sancita con il trattato di Osimo del 10 novembre 1975;
- la cessione alla Francia del comune di Tenda e di parte dei comuni di Briga (vedi anche Briga Alta), Valdieri e Olivetta San Michele (le frazioni di Piena e di Libri), la vetta del monte Chaberton, quella della Cima di Marta e le fortificazioni sulla sommità del monte Saccarello; venivano inclusi in territorio francese anche una buona porzione del versante italiano dell'altopiano del Monginevro con l'eccezione di Claviere che resta in territorio italiano, il bacino superiore della valle Stretta del monte Thabor, il colle del Moncenisio e la parte occidentale, al di là dello spartiacque, del colle del Piccolo San Bernardo;

     Il Litorale austriaco, poi ribattezzato Venezia Giulia, che fu assegnato all'Italia nel 1920 con il trattato di Rapallo (con ritocchi del suo confine nel 1924 dopo il trattato di Roma) e che fu poi ceduto alla Jugoslavia nel 1947 con i trattati di Parigi
     Aree annesse all'Italia nel 1920 e rimaste italiane anche dopo il 1947
     Aree annesse all'Italia nel 1920, passate al Territorio Libero di Trieste nel 1947 con i trattati di Parigi e assegnate definitivamente all'Italia nel 1975 con il trattato di Osimo
     Aree annesse all'Italia nel 1920, passate al Territorio Libero di Trieste nel 1947 con i trattati di Parigi e assegnate definitivamente alla Jugoslavia nel 1975 con il trattato di Osimo

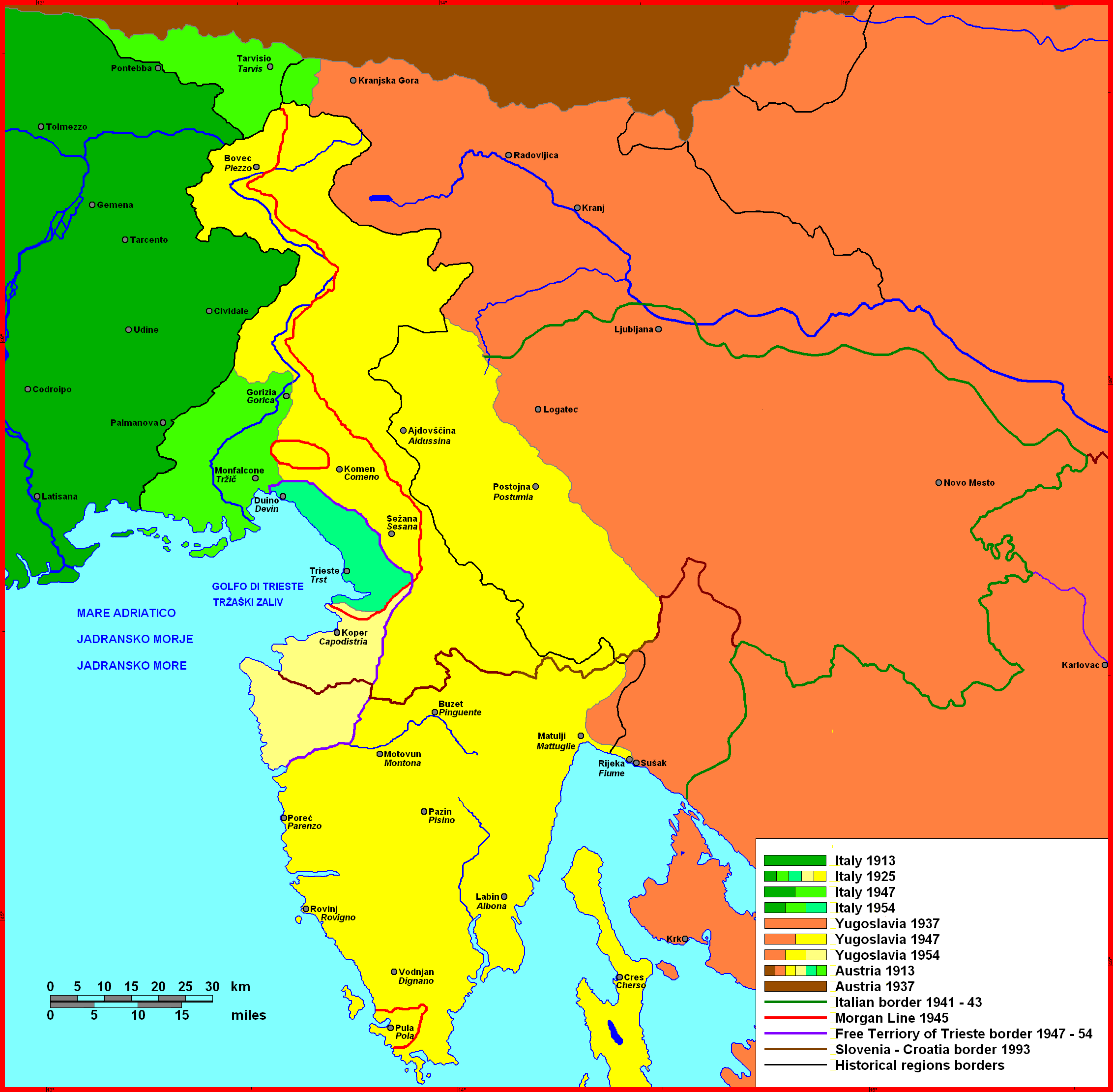
Modifiche al confine orientale italiano dal 1920 al 1975.
Il Litorale austriaco, poi ribattezzato Venezia Giulia, che fu assegnato all'Italia nel 1920 con il trattato di Rapallo (con ritocchi del suo confine nel 1924 dopo il trattato di Roma) e che fu poi ceduto alla Jugoslavia nel 1947 con i trattati di Parigi
Aree annesse all'Italia nel 1920 e rimaste italiane anche dopo il 1947
Aree annesse all'Italia nel 1920, passate al Territorio Libero di Trieste nel 1947 con i trattati di Parigi e assegnate definitivamente all'Italia nel 1975 con il trattato di Osimo
Aree annesse all'Italia nel 1920, passate al Territorio Libero di Trieste nel 1947 con i trattati di Parigi e assegnate definitivamente alla Jugoslavia nel 1975 con il trattato di Osimo

- la cessione alla Repubblica Socialista Federale di Jugoslavia di parte del territorio ottenuto in base al trattato di Rapallo del 1920 (Alta valle dell'Isonzo, Valle del Vipacco, parte dell'Altipiano carsico, buona parte dell'Istria comprese le isole adriatiche di Cherso e Lussino, Lagosta e Pelagosa, la città di Zara), nonché la città di Fiume ottenuta nel 1924 in base al trattato di Roma;
- la cessione all'Albania dell'isola di Saseno e la rinuncia dell'Italia a ogni speciale interesse o influenza acquisita a seguito dell'occupazione del 7 aprile 1939, specificatamente definita come "aggressione" o in virtù di trattati o accordi conclusi prima di detta data;
- la cessione delle isole del Dodecaneso alla Grecia;
- la cancellazione dei trattati commerciali favorevoli all'Italia stipulati con la Cina (inclusa la cessazione della concessione di Tientsin avuta dal regno d'Italia a partire dal 7 settembre 1901);
- la rinuncia ai possedimenti territoriali in Africa (Libia, Eritrea e Somalia) fermo restando che la loro sorte definitiva sarebbe stata decisa successivamente dalle Nazioni Unite.

La Libia, al momento sotto il controllo militare britannico (Tripolitania e Cirenaica) e francese (Fezzan), fu dichiarata indipendente il 24 dicembre 1951, come Regno Unito di Libia.
Dopo un plebiscito tenuto dalle Nazioni Unite, l'Eritrea fu unita federalmente all'Etiopia il 2 dicembre 1952 e, nel 1962, annessa unilateralmente a quest'ultima. L'Eritrea divenne de facto indipendente dall'Etiopia il 24 maggio 1991 e de jure il 24 maggio 1993.
La ex Somalia italiana, sotto controllo britannico sino al 1º luglio 1950, fu affidata per dieci anni all'Italia sotto forma di amministrazione fiduciaria delle Nazioni Unite. Al momento dell'ottenimento dell'indipendenza (1960), si unì alla ex Somalia Britannica, costituendo la Repubblica Somala.
- un paragrafo del trattato prendeva atto dell'autonomia culturale per la minoranza tedesca della provincia di Bolzano, concessa a seguito della stipula del trattato del 5 settembre 1946 (Accordo De Gasperi-Gruber).

## Status dei cittadini italiani residenti nei territori ceduti
Il trattato disponeva la perdita automatica della cittadinanza per tutti i cittadini italiani che, al 10 giugno 1940, erano domiciliati in territorio ceduto dall'Italia a un altro Stato e per i loro figli nati dopo quella data, fatta salva la facoltà di optare per la cittadinanza italiana entro il termine di un anno dall'entrata in vigore del trattato stesso. Si dava inoltre facoltà allo Stato al quale il territorio era ceduto di esigere il trasferimento in Italia dei cittadini che avessero esercitato l'opzione suddetta, entro un ulteriore anno. Tale clausola, di cui la Repubblica Socialista Federale di Jugoslavia si avvalse, determinò il fenomeno dell'esodo giuliano dalmata dell'immediato dopoguerra. Lo Stato al quale i territori erano stati ceduti, tuttavia, avrebbe dovuto assicurare il godimento dei diritti dell'uomo e delle libertà fondamentali, ivi comprese la libertà di espressione, di stampa e di diffusione, di culto, di opinione politica, e di pubblica riunione a tutti i residenti nel territorio stesso.
Analoghe disposizioni erano previste per i cittadini di lingua slava (sloveno, serbo e croato) domiciliati in territorio italiano.

## Protezione dei collaborazionisti e punizione dei criminali di guerra
Il trattato prevedeva una clausola specifica (articolo 16) per proteggere militari e civili che, fin dall'inizio della guerra, avevano appoggiato gli Alleati: "L'Italia non incriminerà né molesterà i cittadini italiani, particolarmente i componenti delle Forze Armate, per il solo fatto di aver espresso simpatia per la causa delle Potenze Alleate e Associate o di aver svolto azioni a favore della causa stessa durante il periodo compreso tra il 10 giugno 1940 e la data di entrata in vigore del presente trattato".
L'art. 45 prevedeva, altresì, l'impegno dell'Italia di assicurare l'arresto e la consegna, ai fini di un successivo giudizio, di tutte le persone accusate di aver commesso o ordinato crimini di guerra. L'Italia, in seguito, riuscì a ottenere la rinuncia all'applicazione di tali clausole, impegnandosi a provvedere direttamente al giudizio di tutti i presunti criminali individuati dalla Commissione ONU.
Peraltro, i lavori della Commissione d'inchiesta italiana si conclusero con l'archiviazione delle posizioni di tutti gli accusati.

## Conseguenze militari

La corazzata Giulio Cesare

Le restrizioni generali di carattere militare (articolo 51) imponevano all'Italia di non possedere, acquistare, costruire o sperimentare armi atomiche, missili o proiettili ad autopropulsione e i relativi dispositivi di lancio (ad eccezione dei siluri e dei tubi di lancio ad essi associati presenti sul naviglio concesso dal Trattato); era altresì vietato il possesso di cannoni con gittate superiori ai 30 km, di mine e di siluri provvisti di congegni di attivazione ad influenza. L'Italia si impegnava inoltre a smantellare le fortificazioni militari poste ai confini con Francia e Jugoslavia, e a smilitarizzare le isole di Pantelleria, Lampedusa e Pianosa (articolo 49). Venne imposto lo smantellamento delle fortificazioni e delle installazioni militari in Sardegna (limitatamente a quelle situate a meno di 30 km dalle acque territoriali francesi) e Sicilia, fatta eccezione per le opere destinate all'alloggiamento delle forze di sicurezza (articolo 50).
L'Esercito Italiano doveva essere limitato a un massimo di 250 000 uomini (compresi 65 000 Carabinieri), con non più di 200 carri armati. L'Aeronautica Militare doveva essere ridotta a un massimo di 200 caccia e ricognitori e di 150 aerei da trasporto, con un organico massimo di 25 000 uomini; la costruzione o l'acquisto di velivoli da bombardamento era vietata.
Le restrizioni riguardanti la Marina Militare (articolo 59) vietavano la costruzione, l'acquisto e la sostituzione di navi da battaglia, oltre all'utilizzazione e alla sperimentazione di unità portaerei, naviglio subacqueo, motosiluranti e mezzi d'assalto di qualsiasi tipo. Il dislocamento totale del naviglio militare in servizio e in costruzione, eccettuate le navi da battaglia, non doveva superare le 67 500 tonnellate, mentre il personale effettivo non poteva eccedere le 25 000 unità. Il protocollo navale delle 4 potenze del 10 febbraio 1947 impegnava inoltre l'Italia a mettere a disposizione delle Nazioni vincitrici (in particolare Stati Uniti d'America, Unione Sovietica, Regno Unito, Francia, Jugoslavia, Albania e Grecia) le seguenti unità navali in conto riparazioni:
| Stato            | Unità cedute | Note |
| ---------------- | --- | --- |
| Regno Unito      | Nave da battaglia Vittorio Veneto, sommergibili Atropo e Alagi, posamine Fasana, 8 unità tra motosiluranti, MAS e VAS, 3 motozattere, 3 navi ausiliarie, 9 rimorchiatori. | Il Regno Unito rinunciò completamente a tutta la quota di naviglio spettantegli il 31 ottobre 1947, imponendo però la demolizione della Vittorio Veneto e dei sommergibili e richiedendo in cambio la consegna di 20.000 tonnellate di rottami ferrosi; le unità minori e ausiliarie tornarono in servizio con la Marina Militare.                                                                                             |
| Stati Uniti      | Nave da battaglia Italia, sommergibili Enrico Dandolo e Platino, 7 unità tra motosiluranti, MAS e VAS, 3 motozattere, 3 navi ausiliarie, 9 rimorchiatori. | Gli Stati Uniti rinunciarono completamente a tutta la quota di naviglio loro spettante il 17 settembre 1947, imponendo però la demolizione della Italia e dei sommergibili; le unità minori e ausiliarie tornarono in servizio con la Marina Militare. |
| Francia          | Incrociatori leggeri Scipione Africano, Attilio Regolo e Pompeo Magno, cacciatorpediniere Alfredo Oriani, Legionario, Mitragliere e Velite, sommergibili Giada e Vortice, nave coloniale Eritrea, 9 unità tra motosiluranti, MAS e VAS, 5 motozattere, 6 navi ausiliarie, 12 rimorchiatori.                                                                                   | Il 14 luglio 1948 la Francia rinunciò a parte della quota spettante in cambio della pronta consegna delle navi immediatamente disponibili, consegna completata entro la fine del 1948; in particolare, risultarono non consegnati l'incrociatore Pompeo Magno, i due sommergibili, 7 tra MAS e VAS, tutte le motozattere, una nave ausiliaria e 6 rimorchiatori, che rientreranno in servizio con la Marina Militare italiana. |
| Unione Sovietica | Nave da battaglia Giulio Cesare, incrociatore leggero Emanuele Filiberto Duca d'Aosta, cacciatorpediniere Artigliere, Fuciliere e Augusto Riboty, torpediniere Animoso, Ardimentoso e Fortunale, sommergibili Marea e Nichelio, 13 unità tra motosiluranti, MAS e VAS, 3 motozattere, 7 navi ausiliarie (tra cui la nave scuola a vela Cristoforo Colombo), 12 rimorchiatori. | Tutte le unità furono consegnate all'Unione Sovietica tra il gennaio del 1949 ed il gennaio del 1950, tranne il cacciatorpediniere Augusto Riboty, due MAS, una nave ausiliaria e 6 rimorchiatori giudicati troppo obsoleti o inefficienti, per i quali venne chiesto in cambio una compensazione economica. |
| Jugoslavia       | Torpediniere Aliseo, Ariete e Indomito, 7 dragamine, 2 motozattere, una nave ausiliaria, 4 rimorchiatori. | Tutte le unità furono consegnate alla Jugoslavia tra l'agosto del 1948 e il maggio del 1949, tranne una motozattera giudicata inefficiente. |
| Grecia           | Incrociatore leggero Eugenio di Savoia, nave cisterna Aterno. | La seconda unità fu consegnata nell'agosto del 1948, la prima nel luglio del 1951 dopo lavori di riparazione. |
| Albania          | Cannoniera Illiria | Dopo un lungo contenzioso, l'unica unità assegnata non venne consegnata e rimase in servizio presso la Marina Militare. |

In base al trattato la Marina Militare rimaneva con le due vecchie corazzate Doria e Duilio (in discrete condizioni generali, ma oramai obsolete), 4 incrociatori (i due classe Duca degli Abruzzi e il Raimondo Montecuccoli in buone condizioni, più il Cadorna, subito declassato a pontone scuola e quindi radiato nel 1951), altrettanti cacciatorpediniere (di cui uno il Nicoloso da Recco, in mediocri condizioni e posto quasi subito in disarmo) e 36 fra torpediniere e corvette (fra cui le 20 unità classe Gabbiano, dotate di buone caratteristiche generali). Il panorama era completato dal naviglio minore (una ventina di unità fra vedette antisom, dragamine e posamine) e da oltre 100 navi ausiliarie e d'uso locale. Di tutte queste unità, l'unica superstite ancora oggi in servizio è la nave scuola Amerigo Vespucci.
Tuttavia per via delle crescenti tensioni fra Stati Uniti e Unione Sovietica, che da lì a poco avrebbero portato all'inizio della guerra fredda, e quindi di un conseguente conflitto tra Blocco occidentale e Blocco orientale il governo italiano, incapace di difendersi autonomamente, richiese la cancellazione di tali clausole. Nel 1951, con il consenso della maggior parte degli stati firmatari del trattato, le clausole militari vennero rimosse, permettendo il riarmo italiano in ottica NATO.

## Firma e ratifica del Trattato di pace
De Nicola, che non condivideva il testo del trattato, rifiutava di apporvi la sua firma con la giustificazione che, come dichiarato dal rappresentante italiano Soragna, l'efficacia dell'adesione dell'Italia era subordinata alla ratifica dell'Assemblea Costituente e non del Capo dello Stato. Invano si faceva presente che i "quattro grandi" non avrebbero accettato nulla di meno della firma del Capo dello Stato per la ratifica dell'accordo: in un accesso d'ira, De Nicola, rosso in faccia, buttò all'aria tutti i documenti dalla sua scrivania.
Finalmente, il consulente storico del Ministero degli Esteri, Mario Toscano, riuscì a convincere il giurista napoletano che la sua firma non avrebbe avuto il valore giuridico della "ratifica" bensì quello di mera "trasmissione" della stessa. Il Capo dello Stato comunque, essendo superstizioso, volle far trascorrere almeno la giornata di venerdì, prima di firmare.
Il 7 febbraio 1947 il Ministro degli Esteri Carlo Sforza dette la disposizione al segretario generale della delegazione italiana presso la conferenza di pace di Parigi, Antonio Meli Lupi di Soragna, di firmare il Trattato di Pace fra l'Italia e le potenze alleate, con l'espressa condizione che l'efficacia di tale firma fosse subordinata alla ratifica da parte dell'Assemblea Costituente.
Tale compito venne affidato a Soragna in qualità di semplice funzionario e non di politico, per conferire al gesto il basso profilo di un adempimento meramente formale.
Il diplomatico firmò il testo del Trattato alle ore 11:15 del 10 febbraio, nella Sala dell'Orologio del Quai d'Orsay e, in mancanza di un sigillo della Repubblica Italiana da apporre sulla ceralacca, vi lasciò l'impronta del suo anello.
Il trattato fu ratificato dall'Assemblea Costituente nella seduta del 31 luglio 1947, con 262 voti favorevoli, 68 contrari e 80 astensioni; nel dibattito che precedette il voto intervennero, oltre al Ministro degli esteri proponente, tra gli altri Vittorio Emanuele Orlando, Pietro Nenni, Palmiro Togliatti e il relatore Giovanni Gronchi. Alcide De Gasperi concluse dichiarando:
(Alcide De Gasperi)
Il Capo provvisorio dello Stato Enrico De Nicola firmò lo strumento di ratifica il 4 settembre 1947, non senza attriti con il Presidente De Gasperi e il ministro degli esteri Sforza.
Ai sensi dell'art. 90 dello stesso, il trattato entrò formalmente in vigore all'atto del deposito simultaneo delle ratifiche dei quattro grandi (USA, URSS, Gran Bretagna e Francia) e dell'Italia, avvenuto al Ministero degli Esteri francese il 15 settembre 1947.